# Drag (film)
Pour les articles homonymes, voir Drag (homonymie).
Pour plus de détails, voir Fiche technique et Distribution.
Drag est un film américain réalisé par Frank Lloyd, sorti en 1929.

## Synopsis
Le jeune David Carroll prend en charge la publication d’un journal local dans le Vermont. Bien qu’il soit attiré par Dot, la fille la plus sophistiquée de la ville, il épouse Allie Parker, fille du couple qui dirige la pension où il vit. Allie reste à la maison lorsque David se rend à New York pour vendre une comédie musicale qu’il a écrite. Là, Dot, maintenant costumière à succès, utilise son influence pour produire la pièce de David. Le duo tombe alors amoureux mais elle part pour Paris quand David lui indique qu’il restera fidèle à Allie. Il envoie chercher Allie mais quand elle arrive avec toute sa famille, il décide de suivre Dot dans la ville Lumière.

## Fiche technique
- Titre : Drag
- Réalisation : Frank Lloyd
- Scénario : Bradley King d'après le roman de William Dudley Pelley
- Photographie : Ernest Haller
- Montage : Edward Schroeder
- Pays d'origine : États-Unis
- Format : Noir et blanc - 1,33:1
- Genre : Drame
- Date de sortie : 1929

## Distribution
- Richard Barthelmess : David Carroll
- Lucien Littlefield : Pa Parker
- Kathrin Clare Ward : Ma Parker
- Alice Day : Allie Parker
- Tom Dugan : Charlie Parker